# Wenzel III. (Troppau)
Wenzel III. von Troppau (tschechisch Václav III. Opavský; * um 1445; † 2. Februar 1474 in Steinau) war ab 1452 Herzog von Troppau und titulierte später auch als Herzog von Steinau. Er entstammte dem Troppauer Zweig der böhmischen Přemysliden.

## Leben
Seine Eltern waren Herzog Wilhelm von Troppau und Salome († 1489), eine Tochter des böhmischen Adligen Puta von Častolowitz.
Nach dem Tod des Vaters 1452 übernahm sein jüngerer Bruder Ernst die Vormundschaft über Wenzel und dessen vier Geschwister. Zusammen mit seinen Brüdern Friedrich und Přemysl/Primislaus III. hatte Wenzel zwei Drittel des Herzogtums Troppau geerbt. Das Erbrecht auf das Herzogtum Münsterberg blieb ihnen verwehrt, da ihr Vater dieses 1451 seinem Bruder Ernst vertraglich übertragen und dieser ihm als Gegenleistung sein Drittel an Troppau überlassen hatte. Nach 1454 verkaufte Ernst als Vormund Wenzels und seiner Brüder ihren Zwei-Drittel-Anteil an Troppau dem Oppelner Herzog Bolko V., während das letzte Drittel bis 1464 ihr Vetter Johann II. von Leobschütz halten konnte.
Da Wenzels Mutter nur über unzureichende Einnahmen verfügte, verpfändete ihr um 1455 der Oelser Herzog Konrad X. „der junge Weiße“ das Herzogtum Steinau. In einen Schriftstück vom 14. November 1468 titulierte sie als „Herzogin von Troppau auf Steinau“. Wenzel, der das Steinauer Pfand gemeinsam mit seiner Mutter hielt, titulierte in einer am 12. August 1473 in Wohlau ausgestellten Urkunde des Herzogs Konrad X. von Oels als „Wenczlaw herczog zu Troppaw“. Mit dieser Urkunde wurde bestätigt, dass Wenzel seine Rechte an Troppau seiner Mutter Salome und seinen Schwestern Anna und Katharina übertragen habe.
Wenzel lebte mit seiner Mutter in Steinau, wo er ein unbedeutendes Dasein führte. 1474 starb er unverheiratet und ohne Nachkommen. Im selben Jahr siedelte der Saganer Herzog Johann II. nach Steinau um, der mit Wenzels Schwester Katharina (1443–1505) verheiratet war. Obwohl Herzog Konrad X. nach Salomes Tod 1489 Steinau zurückforderte, fiel es 1492 an Wenzels Schwester Katharina.